# Associé
Associé, av franska associer med samma betydelse av latinets ad 'till' och socius 'bundsförvant', är en ledamot eller medlem av ett förbund, samfund eller akademi som inte har status av fullvärdig medlem.

## Kungliga Musikaliska Akademien
Inom Kungliga Musikaliska Akademien invaldes associéer från 1815, men bruket upphörde med de nya stadgarna 1971 då de då levande associerade ledamöterna blev fullvärdiga ledamöter. Sammanlagt upptar akademiens matrikel 221 svenska associéer invalda mellan 1815 och 1962 samt sex utländska invalda mellan 1845 och 1928. Dessutom förekom ytterligare en kategori – agréer – 8 personer invalda mellan 1820 och 1850.